# Dragaš
Sharri en albanais et en serbe cyrillique : Драгаш ; est une ville et une commune/municipalité du Kosovo. Elles font partie du district de Prizren/Prizren. En 2009, la population de la commune/municipalité était estimée par l'OSCE à 41 000 habitants. Selon le recensement kosovar de 2011, la commune compte 34 562 habitants. Elle fait partie de la commune de Sharrit (sq).

## Nom et blason
Dragash/Dragaš doit son nom à Konstantin Dragaš, qui fut un seigneur local à demi-indépendant au moment de l'éclatement de l'Empire serbe ; ses terres étaient centrées autour de la ville de Velbăžd, aujourd'hui Kyoustendil, et il régna de 1378 jusqu'à sa mort lors de la bataille de Rovine le 17 mai 1395.
Sur le blason de la commune/municipalité figure un chien de la race charplanina, un chien de berger originaire des monts Sharr/Šar.

## Géographie
Le territoire de la municipalité de Dragash/Dragaš est entouré par les monts Sharr/Šar, par le mont Koritnik et les monts Gjalic et Cylen.

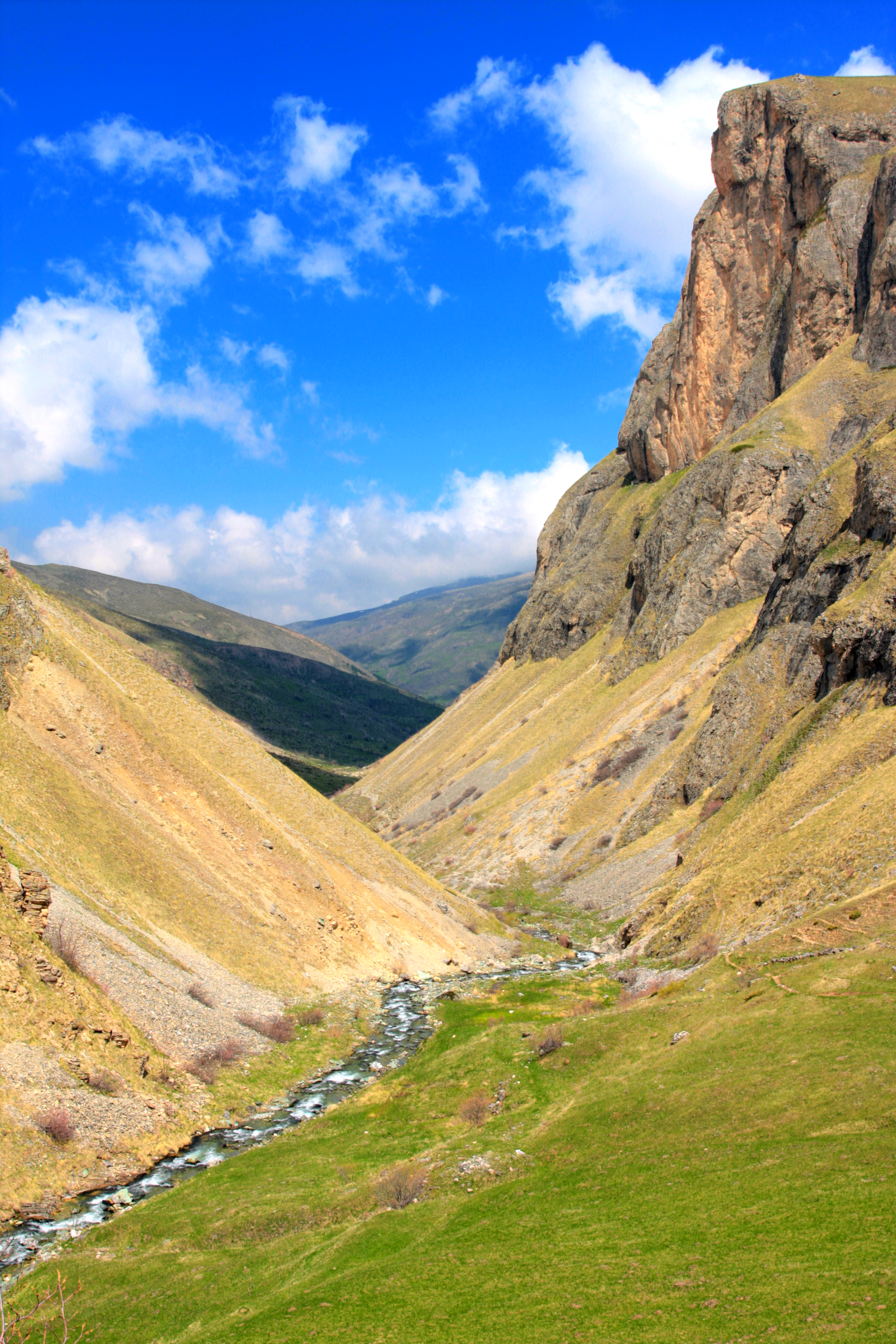
Paysage près de Brod/Brod

## Histoire
La commune/municipalité de Dragash/Dragaš a été créée par la Mission d'administration intérimaire des Nations unies au Kosovo (MINUK) en fusionnant les deux municipalités précédentes de Gora et d'Opolje. Le gouvernement de Serbie ne reconnaît pas cette nouvelle commune/municipalité.

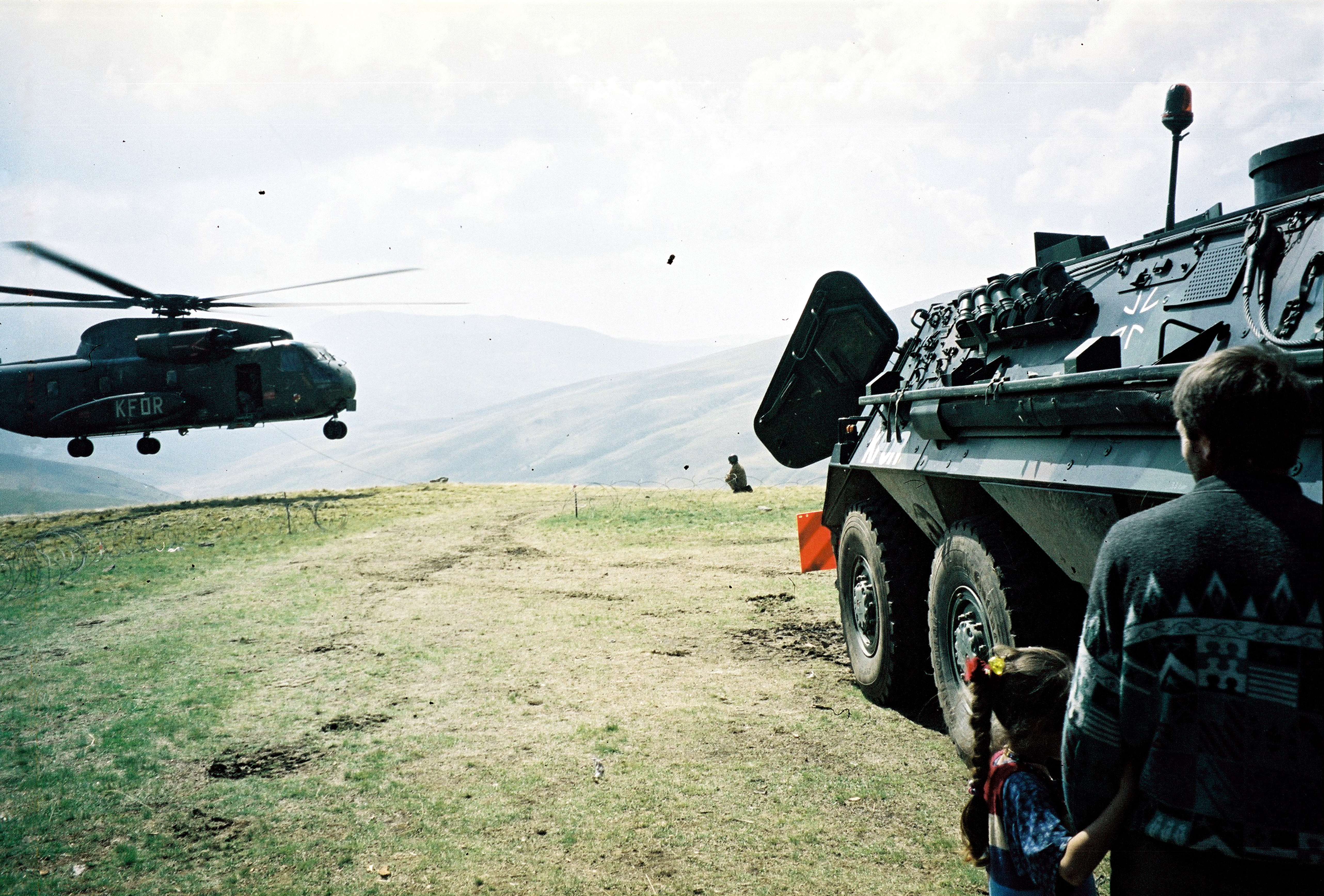
Poste d'observation de la KFOR, près de Dragash/Dragaš

## Localités

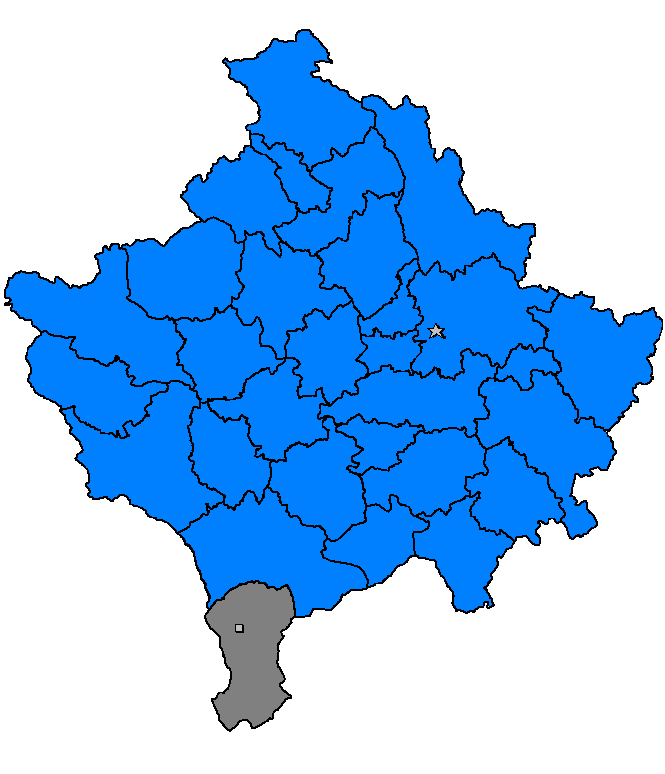
Localisation de la commune/municipalité de Dragash/Dragaš au Kosovo

Selon le Kosovo, la commune/municipalité de Dragash/Dragaš compte les localités suivantes :
| - Baçkë/Bačka - Bellobradë/Belobrod - Blaç/Bljač - Breznë/Brezna - Brod/Brod - Brodosanë/Brodosavce - Brrut/Brut - Buçë/Buča - Buzez/Buzec - Dikancë/Dikance - Dragash/Dragaš - Glloboçicë/Globočica - Kapër/Kapra | - Kërstec/Donji Krstac - Kosavë/Kosovce - Krushevë/Kruševo - Kuk/Kukovce - Kukjan/Kukuljane - Kuklibeg/Kuklibeg - Leshtan/Leštane - Lubovishtë/Ljubovište - Mlikë/Mlike - Orçushë/Orčuša - Plavë/Plava - Pllajnik/Plajnik - Radeshë/Radeša | - Rapçë/Gornja Rapča - (Rapçë)/Donja Rapča - Restelicë/Restelica - Rrenc/Rence - Shajnë/Šajinovac - Vranishtë/Vranište - Xërxë/Zrze - Zaplluzhë/Zaplužje - Zgatar/Zgatar - Zlipotok/Zli Potok - Zym/Zjum Opoljski |

## Démographie
Selon le recensement de 2011, la municipalité de Dragash/Dragaš est peuplée par une majorité d'Albanais, avec une importante minorité de Goranis et Bosniaques.
| Nationalité | Population | %      |
| ----------- | ---------- | ------ |
| Albanais    | 20 287     | 59.67% |
| Goranis     | 8 957      | 26.34% |
| Bosniaques  | 4100       | 12.05% |
| Autres      | 524        | 1.9%   |

## Politique
L'assemblée de Dragash/Dragaš compte 21 membres, qui, en 2008, se répartissaient de la manière suivante :
| Parti                                  | Sièges |
| -------------------------------------- | ------ |
| Parti démocratique du Kosovo (PDK)     | 7      |
| Ligue démocratique du Kosovo (LDK)     | 5      |
| Coalition VAKAT                        | 3      |
| Initiative des citoyens de Gora (GIG)  | 2      |
| Alliance pour le futur du Kosovo (AAK) | 1      |
| Mouvement populaire du Kosovo (AKR)    | 1      |
| Ligue démocratique de Dardanie (LDD)   | 1      |
| Parti d'action démocratique (SDA)      | 1      |

Salim Jenuzi, membre du PDK, a élu maire de la commune/municipalité.

## Culture
Pendant la présence serbe au Kosovo entre les années 1981 et 1999, la municipalité de Sharr avait 7 bibliothèques publiques avec un total de 52 300 livres. La bibliothèque principale située dans la ville de Dragash comptait 14 600 livres, tandis que celles de Brod, Kurshevë, Brezne, Bardhaj, Bresanë et celle de Blaqë en avaient respectivement 37 700. Heureusement, au cours de l'occupation serbe et la guerre du Kosovo, aucun livre n'a été endommagé. Dragash est l'une des seules municipalité à avoir des livres en très bon état après la guerre.
Chaque année s'organise à Dragash, un des plus grands tournois de lutte d'Europe, où des combattants de tous les Balkans viennent s'y affronter. Le festival '' Mundja Tradicionale e Dragashit (Pelivanat) '' est une fête très ancienne où se mélangent cultures, traditions et lutte.
La région est reconnu pour son fameux Djathë Sharri (Fromage de Sharr) et ses chiens, les Sarplaninac.

## Éducation
Chaque village possède son école et le lycée est situé dans la ville de Dragash, là où tous les étudiants de la commune viennent continuer leurs parcours scolaire.

## Économie
À cause de ses ressources agricoles limitées et à cause de son isolement, la commune/municipalité de Dragash figure parmi les régions les moins développées du Kosovo. Le taux de chômage y est particulièrement élevé.

## Tourisme
Il est possible de skier dans le domaine skiable de Brod durant l'hiver et de visiter la faune et la flore durant l'été.
Dès le printemps, de nombreux visiteurs viennent du Kosovo entier pour voir le lac naturel de Brezne.

## Transports
Il existe des projets de route à triples voies pour la route nationale entre Dragash et Prizren. Un des autres projets est de relier Dragash à Tetovo en Macédoine.

## Personnalités
- Ymer Haxhi Prizreni, 1826-1886; Cofondeur de la Ligue de Prizren